# Aeroportul Rabah Bitat
Aeroportul Rabah Bitat (IATA: AAE, ICAO: DABB) este un aeroport din Provincia Annaba, Algeria ce deservește zona Annaba. Aeroportul a fost tranzitat în 2020 de 105.229 de pasageri. A fost numit după Rabah Bitat⁠(d).
Situat la o altitudine de 5 m, aeroportul dispune de 2 piste.

## Infrastructură

### Piste
Aeroportul dispune de 2 piste. Pista 05/23 are suprafața de asfalt și dimensiunile 2.290 m × 45 m. Pista 18/36 are suprafața de asfalt și dimensiunile 3.000 m × 45 m. 